# Weber State University
La Weber State University è un'Università pubblica situata a Ogden, capoluogo della Contea di Weber, Utah.

## Storia

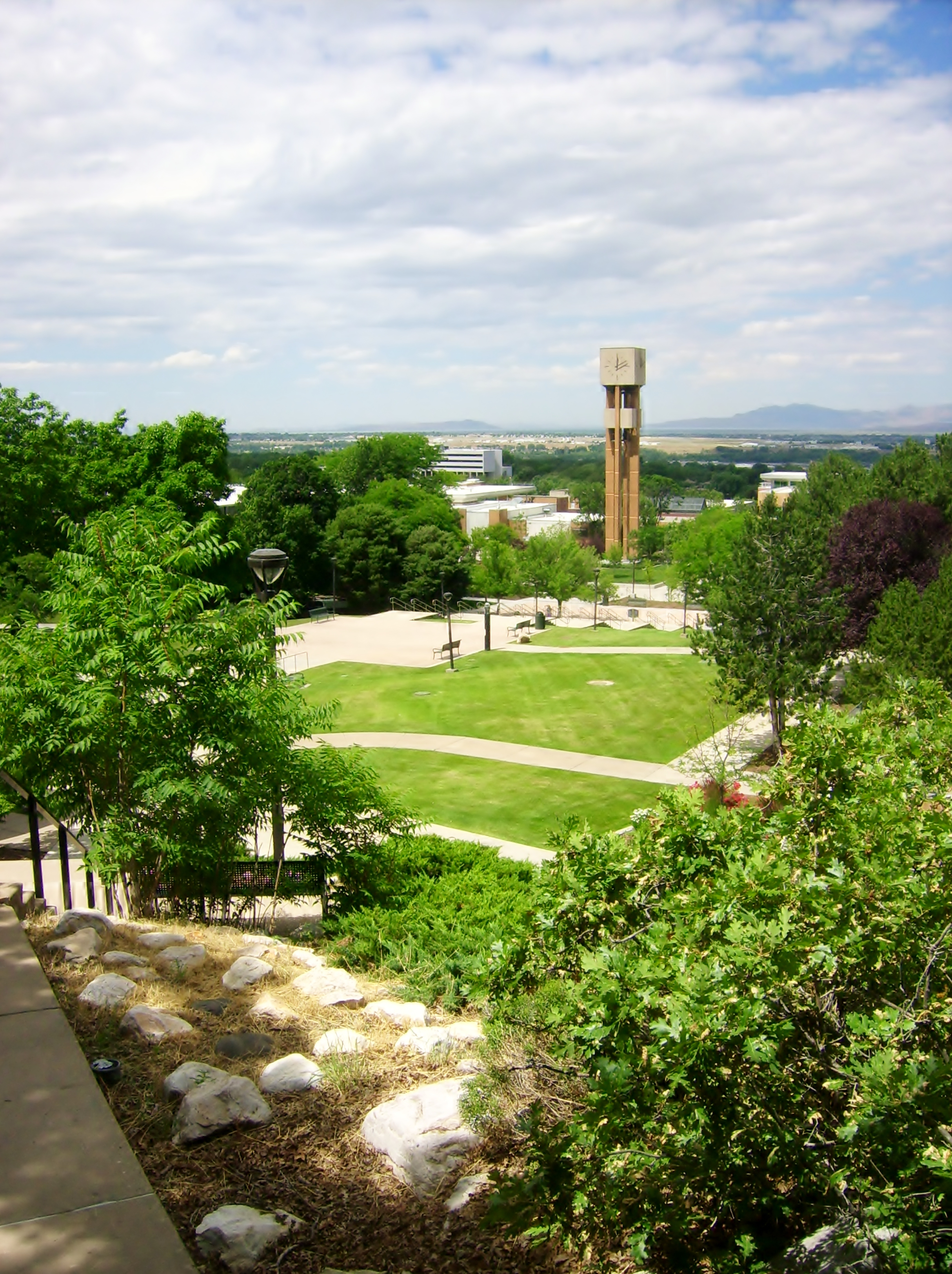
Vista del campus della WSU.

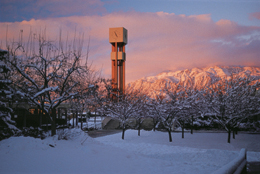
La Stewart Bell Tower è il punto di riferimento del Weber State Campus. Costruita nel 1972, al suo centro vi è un orologio, che scandisce le ore all'interno dell'Università.

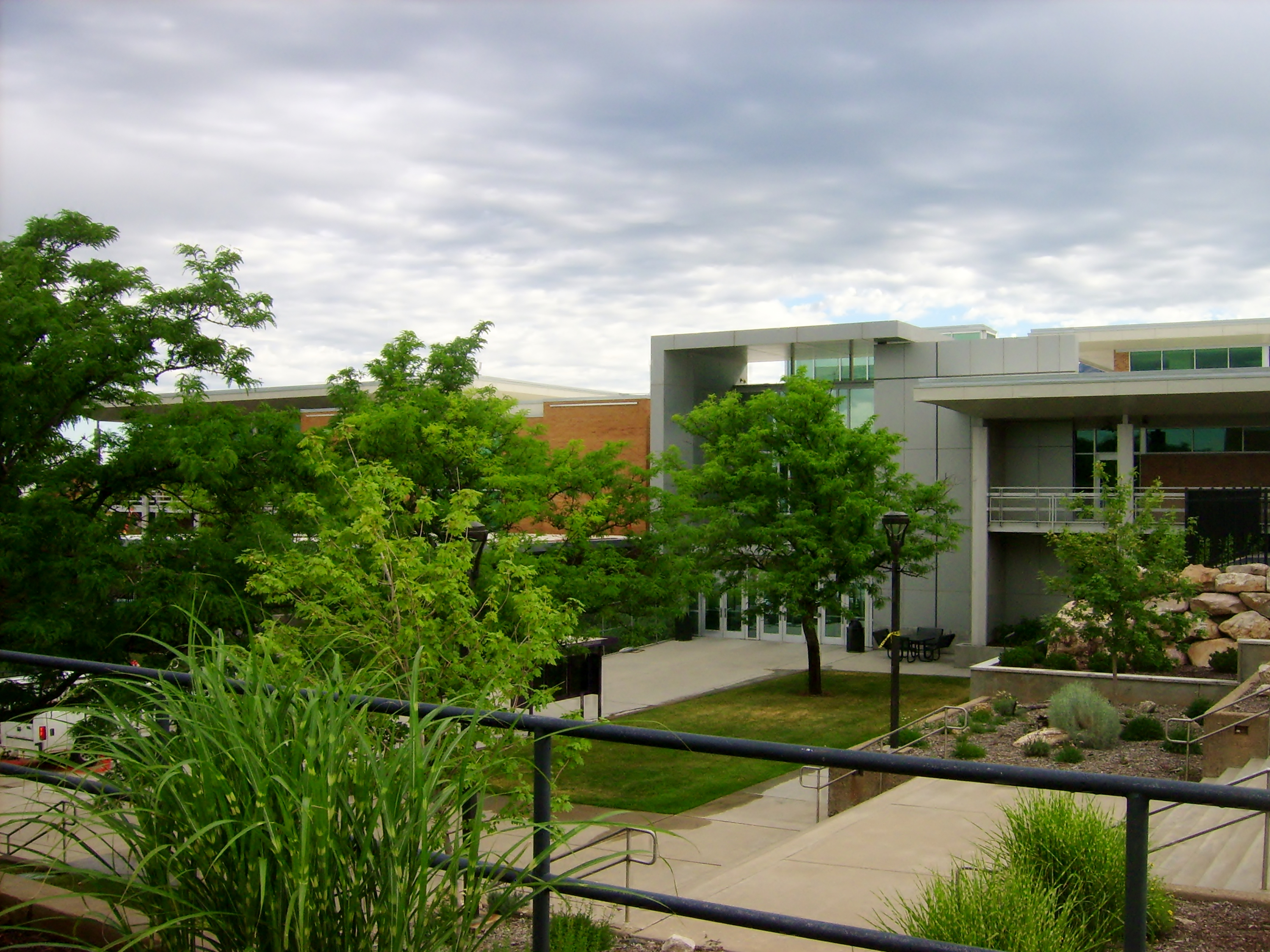
Shepherd Student Union

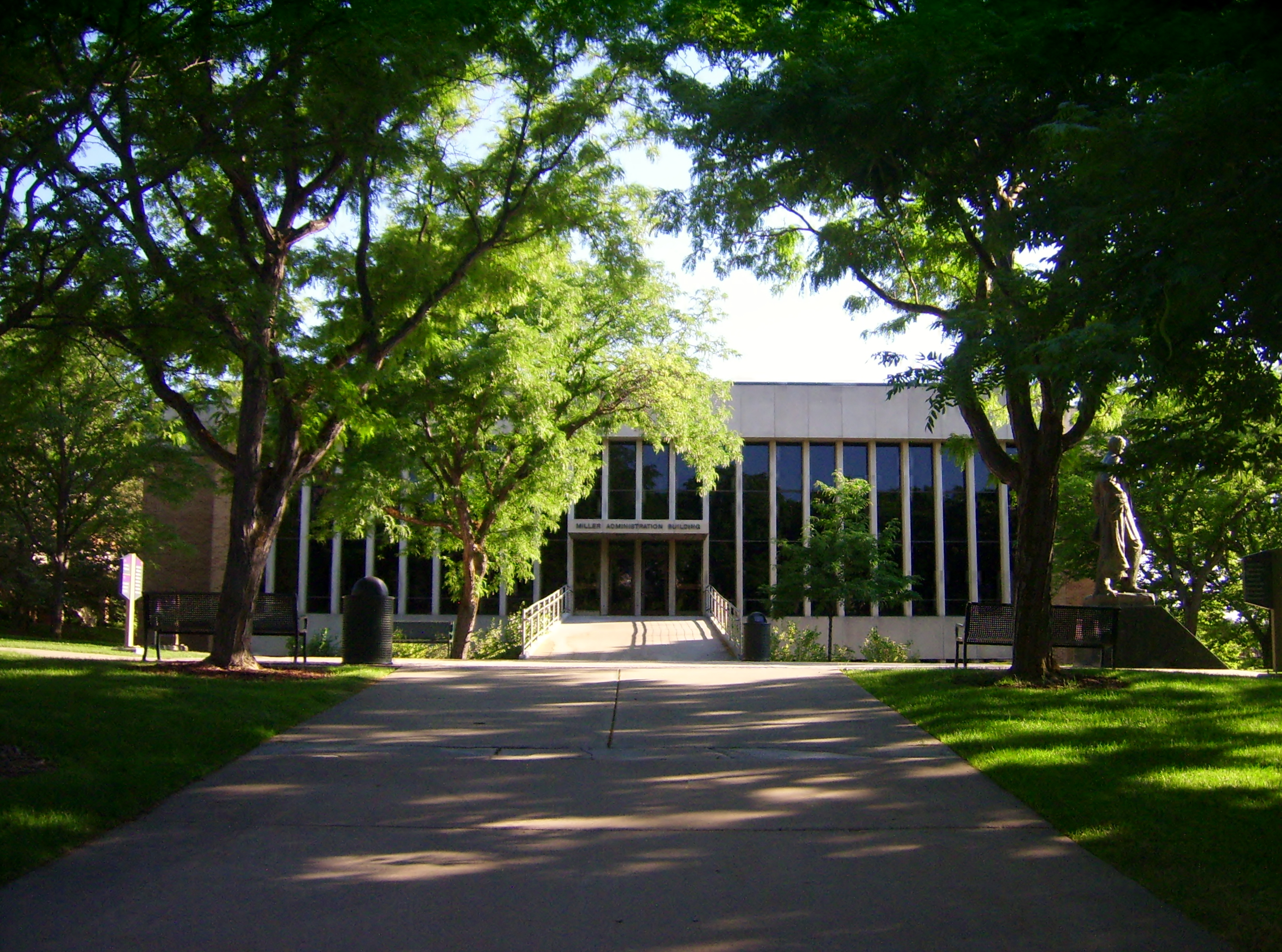
Miller Administration Building

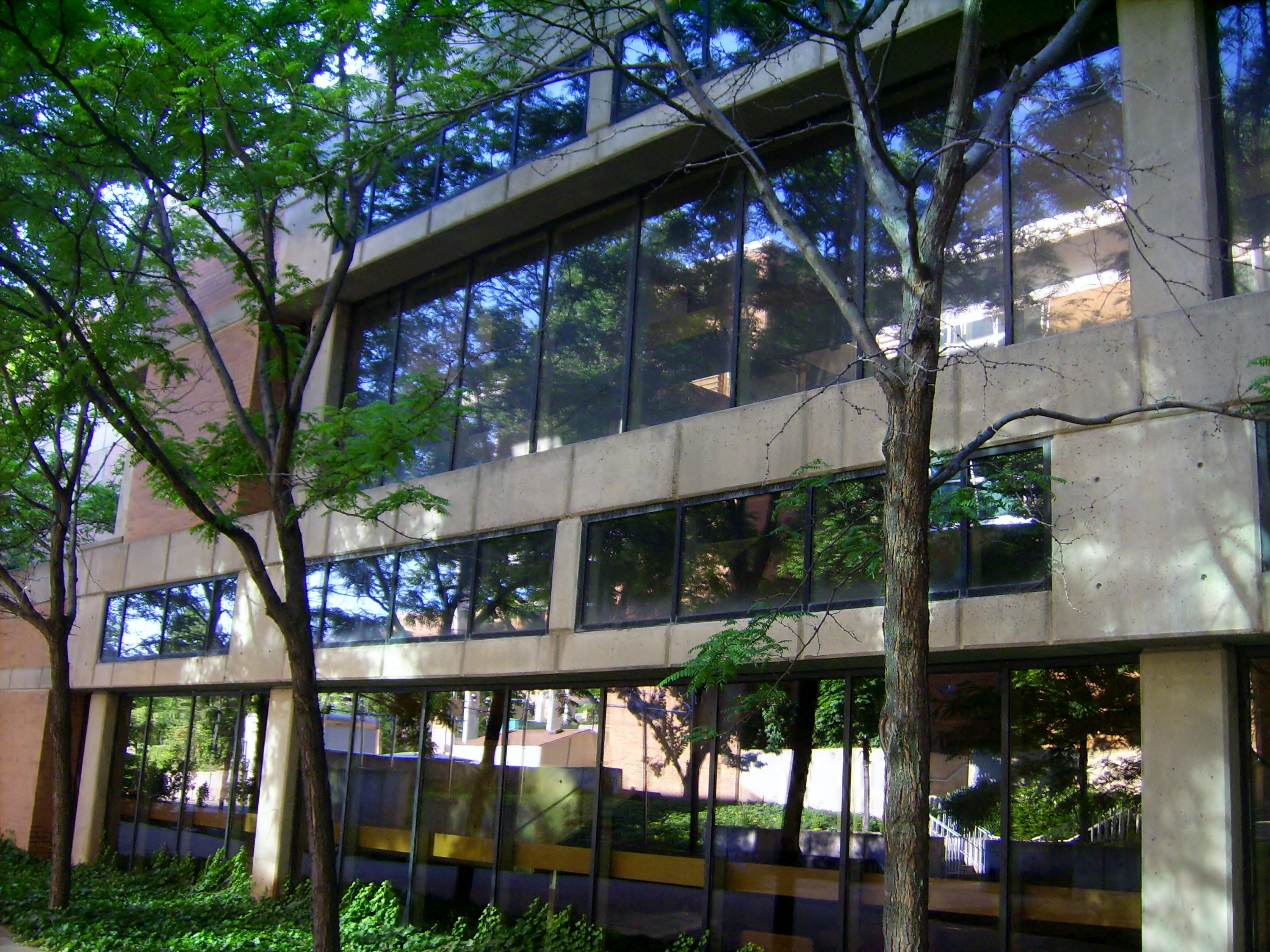
Centro studentesco

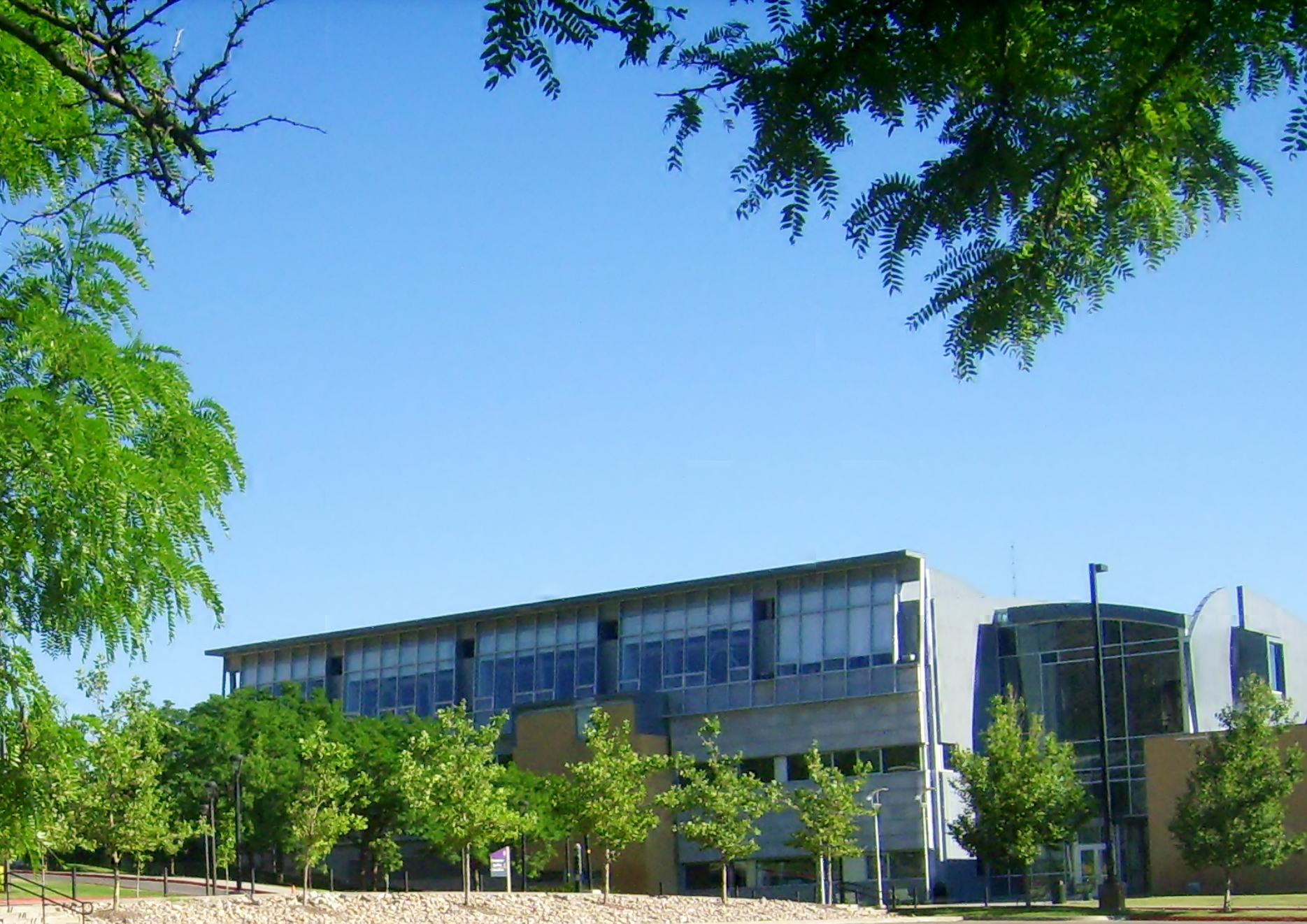
Kimball Visual Arts Center

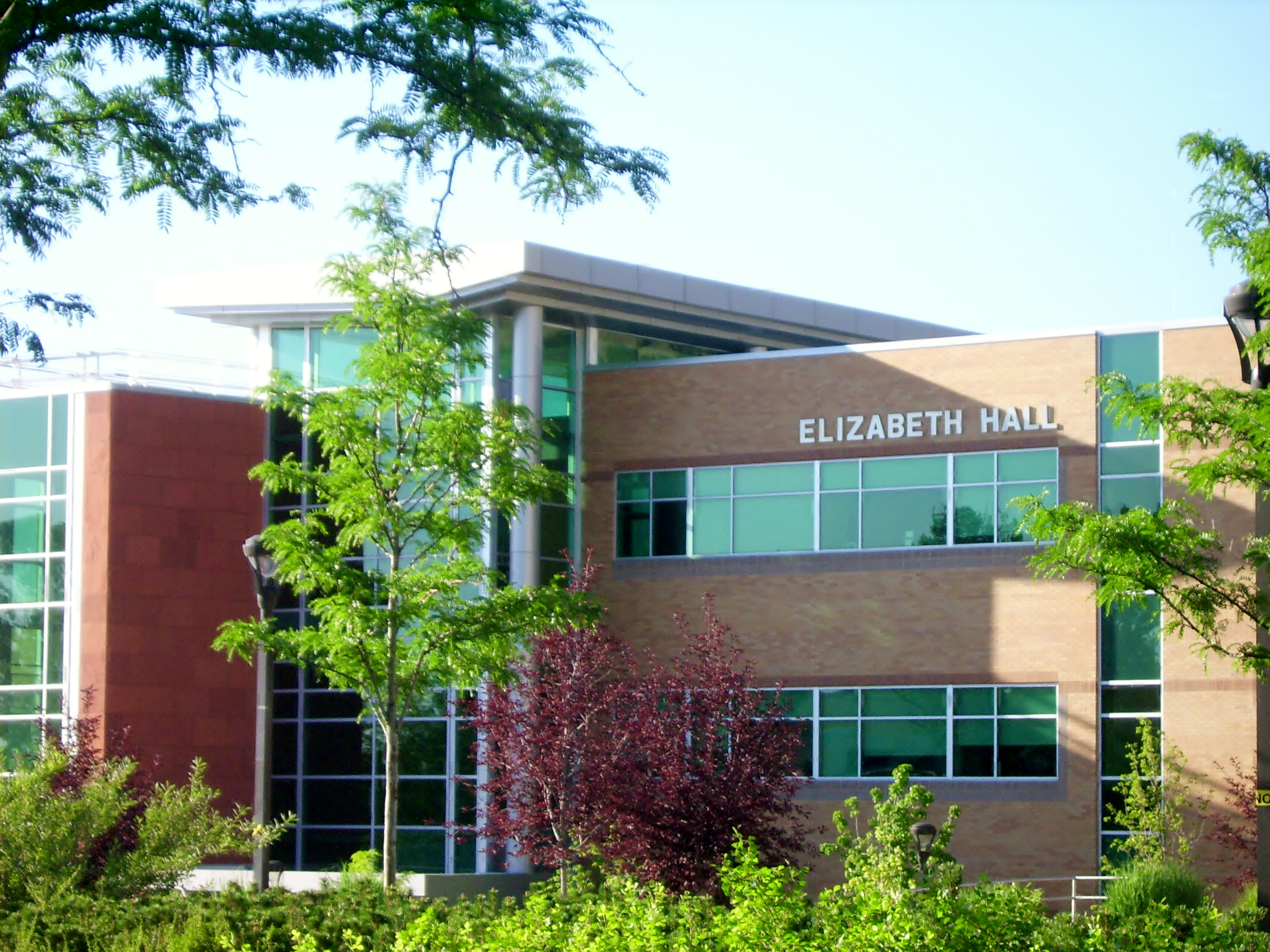
Elizabeth Hall, sede del Dipartimento delle Comunicazioni

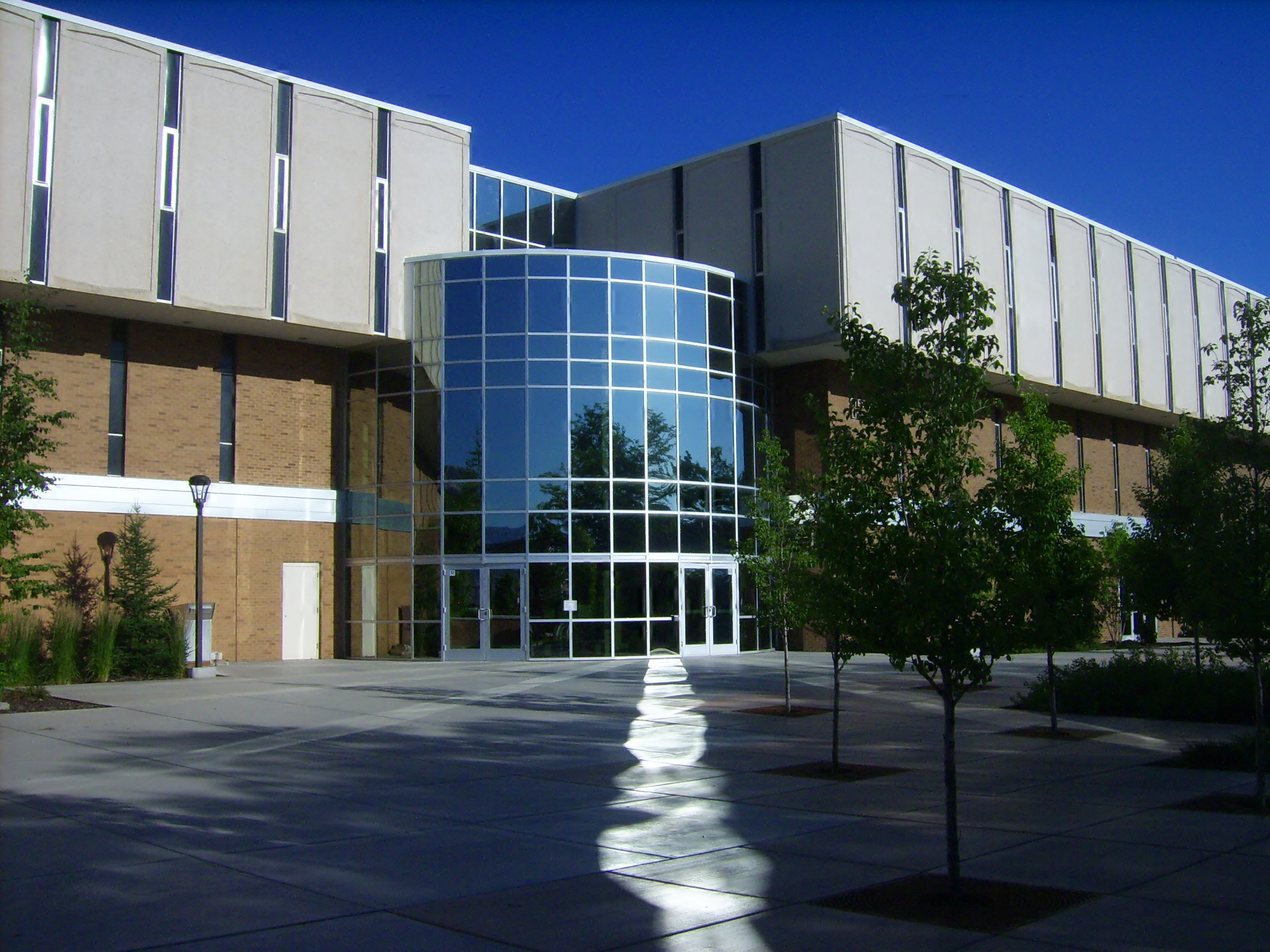
Stewart Library

La Weber State University è stata fondata dalla congregazione Cristiana, The Church of Jesus Christ of Latter-day Saints come Weber Stake, dal nome di un noto commerciante di pellicce di nome John Henry Weber. L'Università aprì per la prima volta le porte agli studenti il 7 gennaio 1889, con novantotto studenti iscritti per classe. Il primo rettore della Weber fu Louis F. Moench, che conservò il titolo dal 1889 al 1892 e di nuovo dal 1894 al 1902. In quest'ultimo anno Moench perse la sua carica, che fu affidata a David O. McKay fino al 1908.
Nei primi anni del XX secolo, la scuola cambiò molte volte il proprio nome: Weber Stake Academy dal 1889 (anno di fondazione) fino al 1897, Weber Academy nel 1902, Weber Normal College nel 1918 e Weber College nel 1922. Nel 1933 la LDS Church trasferì l'Università nello Stato dello Utah, diventando un college giovanile. Nel 1951 l'Università si trasferì definitivamente nel sud-est di Ogden, città che tutt'oggi la ospita. La scuola divenne Weber State College nel 1962 e il 1º gennaio 1991, guadagnando lo status di Università, acquistò il suo nome corrente.
La Weber State University si è sviluppata come una dei più importanti istituti universitari dell'Utah settentrionale e delle zone circostanti, arrivando ad avere studenti da ogni parte dell'America e del mondo.

## Struttura
La Weber State University si trova lungo il fianco est dei Monti Wasatch a Ogden. Il Dee Events Center si trova a circa dieci isolati a sud dalla cittadella universitaria. Vi è un ulteriore edificio situato a Davis County, nello Utah, e due centri situati a Morgan e Roy. Oltre ai suoi luoghi fisici, la Weber State University è stata un pioniere nello sviluppo di formazione on-line, grazie allo Utah System of Higher Education.
L'università è suddivisa in sette college:
- Arts and humanities
- School of business and economics
- Education
- Engineering, applied science and technology
- Health professions
- Science
- Social and behavioral sciences

## Sport
I colori rappresentativi della Weber State University sono il viola e il bianco e gli atleti dell'Università vengono soprannominati "The Wildcats" ('Wildcat' in inglese è un sinonimo di bobcat (lince rossa), animale molto diffuso nello Utah).
La squadra di basket universitaria, gli Weber State Wildcats, partecipano al campionato NCAA Division I come parte della Big Sky Conference e giocano le loro partite in casa al Dee Events Center.
La formazione di football americano dei Wildcats gioca allo Stewart Stadium di Ogden.
Dal 2012 vi è una grandissima rivalità tra la WSU e la Southern Utah University, derivata dall'ingresso di quest'ultima nella Big Sky Conference.

## Attività studentesche
La Weber State University ha un indipendente giornale studentesco, The Signpost (Il Cartello), che viene pubblicato ogni Lunedì, Mercoledì e Venerdì, una stazione radio FM KWCR - 88,1 Weber FM, Ogden's Radio Station, un giornale letterario interdisciplinare di laurea, Metaphor, e un telegiornale, Weber State News, che trasmette on-line.